# جهول‌پرنده
جهول‌پرنده (نام علمی: Jeholornis) نام یک سرده از رده پرنده است.